# Jüdischer Friedhof Bollendorf

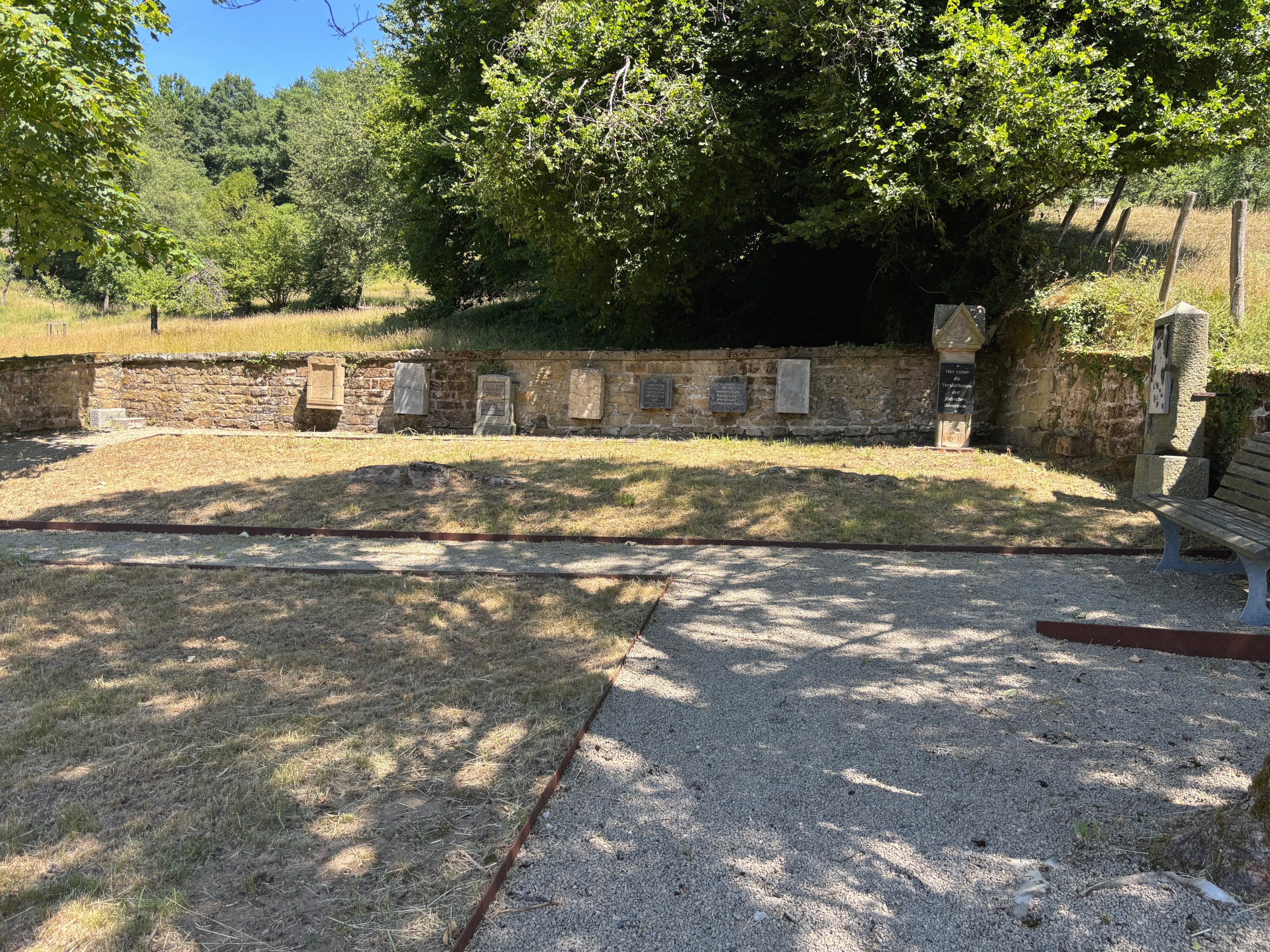
Jüdischer Friedhof Bollendorf (2025)

Der Jüdische Friedhof Bollendorf ist ein Friedhof in der Ortsgemeinde Bollendorf im Eifelkreis Bitburg-Prüm in Rheinland-Pfalz. Er steht als Kulturdenkmal unter Denkmalschutz.

## Geographische Lage
Der jüdische Friedhof befindet sich am südöstlichen Ortsende von Bollendorf. Das Gelände liegt in leichter Hanglage unweit der Sauer. Direkt westlich des Friedhofs verläuft die Landesstraße 1.

## Geschichte
Zwischen 1848 und 1938 lebten jüdische Mitbürger in Bollendorf. Sie stellten rund 10 % der Dorfbevölkerung dar. Während dieser Zeit wurde eine Synagoge errichtet und der jüdische Friedhof angelegt. Beide Objekte befanden sich dicht nebeneinander, wurden jedoch während der Reichspogromnacht weitestgehend zerstört.
Das Gelände ist von einer Mauer umgeben und besteht im Wesentlichen aus einer Rasenfläche, die später mit Edeltannen bepflanzt wurde. Die ursprünglichen Grabstätten sind nicht mehr erhalten. Die Reste der Grabsteine wurde allerdings in die südliche Stützmauer des Geländes eingearbeitet, sodass dort noch rund 30 Fragmente von Grabsteinen zu erkennen sind. In den Jahren 2019 und 2020 fanden auf dem Gelände umfangreiche Ausgrabungen statt. Ziel war es, die Grabsteine aus der Mauer zu bergen sowie weitere Grabstellen unter der Erde ausfindig zu machen. Im Zuge der Maßnahmen konnten einige Grabsteine in recht gutem Zustand geborgen werden.
Zentral auf dem Gelände befindet sich eine kleine Säule, die eine Gedenktafel mit nachfolgender Inschrift trägt: „Hier ruhen die Verstorbenen der jüdischen Gemeinde.“ Die Säule stammt ursprünglich aus dem Eingangsportal der zerstörten Synagoge.
Siehe auch: Liste der Kulturdenkmäler in Bollendorf – Denkmalzonen